# The Affairs of Anatol
The Affairs of Anatol (br As Aventuras do Anatólio) é um filme estadunidense de 1921, do gênero drama, dirigido por Cecil B. DeMille
No Reino Unido foi exibido como A Prodigal Knight.